# 687 (szám)
A 687 (római számmal: DCLXXXVII) egy természetes szám, félprím, a 3 és a 229 szorzata.

## A szám a matematikában
A tízes számrendszerbeli 687-es a kettes számrendszerben 1010101111, a nyolcas számrendszerben 1257, a tizenhatos számrendszerben 2AF alakban írható fel.
A 687 páratlan szám, összetett szám, azon belül félprím, kanonikus alakban a 31 · 2291 szorzattal, normálalakban a 6,87 · 102 szorzattal írható fel. Négy osztója van a természetes számok halmazán, ezek növekvő sorrendben: 1, 3, 229 és 687.
A 687 négyzete 471 969, köbe 324 242 703, négyzetgyöke 26,21068, köbgyöke 8,82373, reciproka 0,0014556. A 687 egység sugarú kör kerülete 4316,54831 egység, területe 1 482 734,343 területegység; a 687 egység sugarú gömb térfogata 1 358 184 658,3 térfogategység.